# Провулок Художника Кириченка (Житомир)
Провулок Художника Кириченка  — провулок в Богунському районі Житомира. Названий на честь українського живописця, графіка, художника Степана Кириченка.

## Історія
До 20 травня 2016 року мав назву «1-й провулок Ватутіна».
Відповідно до розпорядження був перейменований на провулок Художника Кравченка.